# Rotzunge
Die Rotzunge oder Limande (Microstomus kitt, Syn.: Pleuronectes microcephalus) ist ein rechtsäugiger Plattfisch mit breit-ovalem Körper, kleinem Kopf und kleiner Mundöffnung. Die Färbung der sehr glatten Haut ist oben rötlich bis gelb-braun mit brauner bis dunkeloranger Marmorierung. Auf der Blindseite ist sie weiß. Das Seitenlinienorgan ist fast gerade, nur über der Brustflosse bildet sie einen schwachen Bogen. Die Rotzunge wird 60 Zentimeter lang und bis zu knapp 3 kg schwer.
Die Rotzunge ist im gesamten Nord-Ost-Atlantik verbreitet, sie kommt vom Weißmeer über die Küste Norwegens, die Nordsee bis zur Biskaya vor und lebt auch rund um die Britischen Inseln, bei Island und im Skagerrak und Kattegat.
Sie lebt überwiegend auf steinigen Böden in Tiefen von 10 bis 200 Metern. Ihre Nahrung besteht hauptsächlich aus kleinen wirbellosen Tieren, überwiegend Borstenwürmern.

## Fortpflanzung
Die Fische laichen von April bis August in Tiefen von 50 bis 150 Metern. Die Eier sind pelagisch und haben einen Durchmesser von 1 bis 1,5 mm. Die Larven schlüpfen nach einer Woche und sind dann etwa 4 bis 5 mm lang. Mit einer Länge von 1,5 bis 2 Zentimeter gehen die zunächst pelagischen Larven zum Bodenleben über.

## Fischerei
Die Rotzunge ist ein hochwertiger Speisefisch. Sie wird vor allem im Winter mit Schleppnetzen gefangen.
Verwechslungsgefahr besteht mit der kulinarisch nicht ebenbürtigen Kliesche (Limanda limanda), die aufgrund ihres lateinischen Namens häufig ebenfalls als Limande gehandelt wird.
Außerdem wird die Hundszunge (Glyptocephalus cynoglossus) ebenfalls gelegentlich als Rotzunge vermarktet, ohne dabei deren kulinarische Qualität zu haben.